# 女子アジアラグビーチャンピオンシップ2025
女子アジアラグビー チャンピオンシップ2025（Asia Rugby Women's Rugby Championship 2025）は、女子アジアラグビーチャンピオンシップ第14回大会である。2025年5月に福岡県福岡市のJAPAN BASEで開催。
エミレーツ航空がタイトルスポンサーとなり「女子アジアラグビー エミレーツ チャンピオンシップ2025（Asia Rugby Emirates Women's Rugby Championship 2025）」という。

## 参加チーム
以下の3か国による開催は、2015年大会・2023年大会・2024年大会に続き、4回目となる。
- 日本
- ホンコン・チャイナ
- カザフスタン

## 順位表
出典：
| 順位 | チーム             | 対戦相手 | 対戦相手           | 対戦相手     | 試合数 | 勝 | 敗 | 分 | 得点 | 失点 | 得失点差 | トライ数 | 勝ち点 |
| 順位 | チーム             | 日本     | ホンコン・チャイナ | カザフスタン | 試合数 | 勝 | 敗 | 分 | 得点 | 失点 | 得失点差 | トライ数 | 勝ち点 |
| ---- | ------------------ | -------- | ------------------ | ------------ | ------ | -- | -- | -- | ---- | ---- | -------- | -------- | ------ |
| 1    | 日本               | ―        | 63-5               | 90-0         | 2      | 2  | 0  | 0  | 153  | 5    | 148      | 25       | 10     |
| 2    | ホンコン・チャイナ | 5-63     | ―                  | 29-12        | 2      | 1  | 0  | 1  | 34   | 75   | -41      | 6        | 5      |
| 3    | カザフスタン       | 0-90     | 12-29              | ―            | 2      | 0  | 0  | 2  | 12   | 119  | -107     | 2        | 0      |

## 戦績
| 2025年5月15日 13:00 JST (UTC+9) | (1 BP) 日本 | 90-0                             | カザフスタン | JAPAN BASE（福岡県福岡市東区） 観客数: 121人 レフリー: Sunny Lee (香港) |
| 2025年5月15日 13:00 JST (UTC+9) | T: 小林花奈子 5' 香川メレ優愛ハヴィリ 8' 西村澪(2) 15', 70' 向來桜子(3) 25', 66', 79' 小牧日菜多 40' 小鍜治歩 41' 中村沙弥 45' 松永美穂(2) 52', 76' 安藤菜緒 62' 安尾琴乃 73' G: 大塚朱紗(3) 6', 9', 16' 西村蒼空(7) 42', 46', 53', 63', 67', 70', 77' | タイムライン 結果配信表 レポート |              | JAPAN BASE（福岡県福岡市東区） 観客数: 121人 レフリー: Sunny Lee (香港) |

| 2025年5月20日 13:00 JST (UTC+9) | (1 BP) ホンコン・チャイナ | 29-12               | カザフスタン                                                                | JAPAN BASE（福岡県福岡市東区） レフリー: 桑井亜乃 (日本) |
| 2025年5月20日 13:00 JST (UTC+9) | T: Tanya Dhar 10' Kea Marie Herewini 29' Shanna Forrest 40' Jessica Eden 59' Grace Hood 78' G: Wing-Yin Lo 30' Tsz Ting Lee 79' | レポート1 レポート2 | T: Oxana Shadrina 54' Natalya Kamendrovskaya 63' G: Tatyana Kruchinkina 64' | JAPAN BASE（福岡県福岡市東区） レフリー: 桑井亜乃 (日本) |

| 2025年5月25日 13:00 JST (UTC+9) | (1 BP) 日本 | 63-5                             | ホンコン・チャイナ    | JAPAN BASE（福岡県福岡市東区） 観客数: 310人 レフリー: Christabelle Lim (シンガポール) |
| 2025年5月25日 13:00 JST (UTC+9) | T: 小林花奈子 9', 17', 70' 水谷咲良 13' 大内田夏月 24', 27', 45', 78' 向來桜子 49' 香川メレ優愛ハヴィリ 60' 西亜利沙 75' G: 大塚朱紗 17', 28' 西村蒼空 50', 71' | タイムライン 結果配信表 レポート | T: チョンカーヤン 57' | JAPAN BASE（福岡県福岡市東区） 観客数: 310人 レフリー: Christabelle Lim (シンガポール) |

## 配信・放送

### 日本国内
- 日本戦の配信：J SPORTSオンデマンド（ライブ配信）[1]
- 日本戦の放送：J SPORTS（後日録画放送）[1]
- 日本戦以外の試合の配信：アジアラグビーYouTubeチャンネル、アジアラグビーFacebookアカウント、RugbyPass TV [1]